# Vaterpolo Klub Budva
Vaterpolo Klub Budva é um clube de polo aquático da cidade de Budva, Montenegro.

## História
O clube foi fundado em 1946. 

## Títulos
- Liga Montenegrina de Polo aquático
  - 2011 e 2013